# Camptopoeum kuznetzovi
Camptopoeum kuznetzovi là một loài Hymenoptera trong họ Andrenidae. Loài này được Cockerell mô tả khoa học năm 1929.